# Maria De Aragon

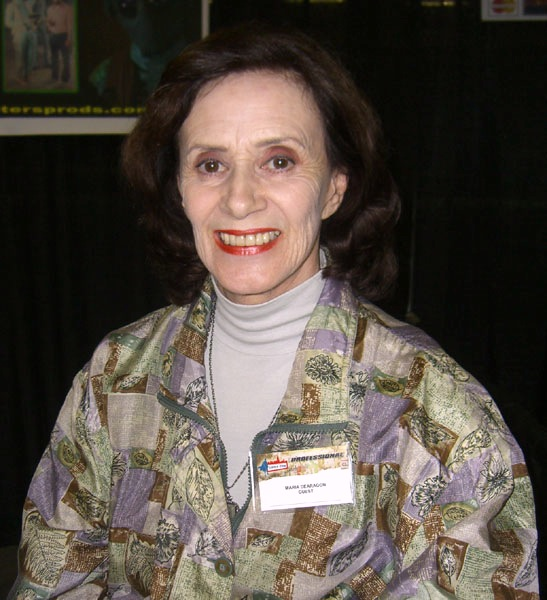
Maria De Aragon (2009)

Maria Monique De Aragon (* 26. Dezember 1942 in Montreal, Québec; † 30. April 2024 ebenda) war eine kanadische Schauspielerin.

## Leben
De Aragon wurde am 26. Dezember 1942 in Montreal geboren. Sie debütierte 1964 als Filmschauspielerin im Film For Those Who Think Young. Es folgten Besetzungen in Hetzjagd in Ketten und Come l’amore. Anfang der 1970er Jahre wirkte sie in Spielfilmen mit, die ein R-Rating oder X-Rating erhielten wie Die sexuellen Wünsche der Männer, Porno Mania oder Teenager. 1973 war sie im Actionfilm Liebesgrüße aus Fernost in der Rolle der Linda zu sehen. In Krieg der Sterne (Alternativtitel: Star Wars: Episode IV – Eine neue Hoffnung) von 1977 übernahm sie die Rolle des Kopfgeldjägers Greedo, der nach einem Disput mit Han Solo, gespielt von Harrison Ford, von diesem erschossen wird. Der Filmtod und die Frage, wer seine Waffe zuerst zog, spaltet die Star-Wars-Community bis heute. Zwei Jahre später folgte eine Besetzung in Stadt in Flammen. Ihre letzte Filmrolle hatte sie 1991 in Street Wars. Sie war auch als Bühnendarstellerin tätig.
Sie lebte zuletzt in Saguenay. Sie verstarb am 30. April 2024 im Alter von 81 Jahren in ihrer Geburtsstadt Montreal.

## Filmografie
- 1964: For Those Who Think Young
- 1965: Hetzjagd in Ketten (Nightmare in the Sun)
- 1968: Come l’amore
- 1970: Die sexuellen Wünsche der Männer (Love Me Like I Do)
- 1970: Porno Mania (Blood Mania)
- 1972: The Cremators
- 1973: Liebesgrüße aus Fernost (Wonder Women)
- 1974: Teenager
- 1976: Allá donde muere el viento
- 1977: Krieg der Sterne / Star Wars: Episode IV – Eine neue Hoffnung (Star Wars)
- 1979: Stadt in Flammen (City on Fire)
- 1991: Street Wars